# Welch Allyn
Welch Allyn, Incorporated mit Sitz in Skaneateles Falls, im Bundesstaat New York, ist eine Konzerngesellschaft des US-amerikanischen Medizintechnikkonzerns Hill-Rom.

## Hintergrund
Das Unternehmen wurde 1915 durch Francis Welch und William Noah Allyn gegründet und war bis 2015 als familiengeführtes unabhängiges Unternehmen tätig. Der Konkurrent Hill-Rom Holdings veröffentlichte am 17. Juni 2015 den Kauf der Firma für einen Kaufpreis von 2,05 Mrd. USD in bar und Aktien.
In Deutschland war das Unternehmen seit 1921 als Speidel + Keller GmbH vertreten und produzierte Blutdruckmessgeräte und Stethoskope in Jungingen. 1996 kaufte Welch Allyn das Unternehmen und 2012 gab Welch Allyn GmbH und Co. KG dann die Schließung des Werkes bekannt.